# Kanshizeia camadenalis
Kanshizeia camadenalis är en fjärilsart som beskrevs av Embrik Strand 1920. Kanshizeia camadenalis ingår i släktet Kanshizeia och familjen Thyrididae. Inga underarter finns listade i Catalogue of Life.